# Банк Ренессанс
Банк Ренессанс — российский коммерческий банк, предоставляющий широкий спектр финансовых услуг для населения. Полное наименование — Коммерческий банк «Ренессанс Кредит» (Общество с ограниченной ответственностью). Головной офис находится в Москве.

## История
Банк был создан в 2000 г. под названием «АльянсИнвест». В 2002 г. он получил название «Казначей».
В 2003 г. банк был приобретён «Ренессанс Групп» и переименован в «Ренессанс Капитал». Это позволило «Ренессанс Групп» выйти на розничный рынок потребительского кредитования.
В 2007 г. банк начал работать под брендом «Ренессанс Кредит», а в 2013 г. таким же стало и его официальное наименование.
В декабре 2022 года банк объявил о ребрендинге торговой марки на «Банк Ренессанс» с января 2023 года с сохранением юридического наименования и об ориентации на стратегию «универсального банка».
Банк зарегистрирован в городе Москва.

## Собственники и руководство
Основным владельцем банка является группа ОНЭКСИМ, которой принадлежит 100% акций. 
В начале 2012 года Группа ОНЭКСИМ приобрела у «Ренессанс Групп» 32,25 % акций банка, а в ноябре 2012 года выкупила оставшийся пакет акций «Ренессанс Групп», увеличив долю до 89,52 %. В ходе последней сделки в собственность ОНЭКСИМ так же перешёл и инвестиционный банк Ренессанс Капитал, который был полностью выкуплен группой. С 2020 г. единственным владельцем КБ «Ренессанс Кредит» стало ООО «Казначей-Финансинвест»;, конечным бенефициаром Общества является Михаил Прохоров через принадлежащую ему Onexim Holdings Ltd. 

## Деятельность
Банк Ренессанс (ООО КБ «Ренессанс Кредит») — банк, работающий с физическими лицами. Основная деятельность банка связана с выдачей потребительских кредитов, кредитных карт, приёмом вкладов и инвестиционной платформой, запущенной в 2021 году.
Общее количество клиентов банка «Ренессанс Кредит» превысило 15 млн человек. Банк имеет около 60 отделений в России, а также сотрудничает с крупными федеральными розничными сетями.
В 2012 г. банком выдано беззалоговых кредитов на 66,7 млрд рублей, по этому показателю банк занял 7-е место. Суммарный объём портфеля выданных беззалоговых кредитов на 1 января 2013 г. составил 62,6 млрд рублей.
В июне 2013 года рейтинговое агентство Standard & Poor's присвоило банку долгосрочный рейтинг «В+» с прогнозом «Стабильный».
По состоянию на конец 2021 года банк «Ренессанс Кредит» занял 13 место в топ-25 Московской биржи по количеству зарегистрированных брокерских счетов — всего с момента старта брокерского сервиса в банке было открыто свыше 67,5 тысяч таких счетов. В 2022 году число клиентов на брокерском обслуживании у банка выросло на 142 %, до 177 тысяч счетов.
Рейтинговое агентство АКРА в 2017 году присвоило банку «Ренессанс Кредит» рейтинговую оценку BBB-(RU) со стабильным прогнозом. Рейтинг ежегодно подтверждался, в 2021 был повышен до BBB(RU) и подтверждён в 2022-2024 годах.